# Macropharynx
Macropharynx là chi thực vật có hoa trong họ Apocynaceae.